# Belfort (Maastricht)
Belfort is een naoorlogse woonwijk in het westen van de Nederlandse stad Maastricht. Het is tevens een van de 44 officiële buurten binnen de gemeente Maastricht. Belfort is een typische tuinwijk uit de jaren 1960 met veel groen.

## Ligging
Belfort wordt begrensd door de buurt Pottenberg in het noorden, Brusselsepoort in het noordoosten, Mariaberg in het zuidoosten, Daalhof in het zuiden en Hazendans in het westen. De buurt grenst tevens aan de Algemene Begraafplaats Tongerseweg.

## Geschiedenis
Belfort is de vindplaats van het rijkst gevulde Romeinse graf in Maastricht tot nu toe. In 1964 werd in de nabijheid van de oude heirweg, de Via Belgica, een dubbelsarcofaag opgegraven met daarin een complete glas- en aardewerkuitzet en enkele metalen voorwerpen uit de 2e eeuw. De sarcofaag was 248 cm lang, 144 cm breed en 105 cm hoog. De crematieresten waren bijgezet in glazen urnen. Waarschijnlijk behoorde het graf bij een nabijgelegen villa rustica.
De huidige tuinwijk is gebouwd in de jaren 1962-67. Nagenoeg alle straatnamen in de buurt eindigen op het achtervoegsel -dreef en zijn vernoemd naar oude ambachten.

## Architectuur en stedenbouw
Belfort was oorspronkelijk bedoeld als sluitstuk van de uitbreidingswijk Maastricht-West, maar later werden Daalhof en Hazendans alsnog toegevoegd. Het is een ruim opgezette wijk, vrijwel zonder sociale woningbouw. De buurt is onderverdeeld in vier sectoren, van elkaar gescheiden door de hoofdstraten Gewantmakersdreef en Keurmeestersdreef. De buurt bestaat grotendeels uit eengezinswoningen (rijtjeshuizen in groepjes van vier of zes) en uit laagbouwflats, waarvan het merendeel drie of vier verdiepingen hoog zijn. Veel huizen in Belfort zijn wit geschilderd. Het complex Slotmakersdreef 4-10, 14-20, 24-30 (even nummers) met drie rijen van vier semi-patiowoningen (Gerard Snelder, 1968) is een gemeentelijk monument.
De voormalige parochiekerk van Belfort, de Sint-Jozefkerk, was eigenlijk een noodkerk. Het betrof een eenvoudige, rechthoekige zaalkerk, gebouwd in 1975-'76 naar een ontwerp van architect Ben Verhey. Vanwege het teruglopend kerkbezoek werd de kerk in 2022 verkocht, gesloopt en vervangen door een zorgcentrum. Op de plek die oorspronkelijk bedoeld was voor de parochiekerk verrees in 1996 het woongebouw L'Artisan.

## Voorzieningen
Centraal in de buurt ligt aan de Keurmeestersdreef het buurtwinkelcentrum Belfort. Verder is er een basisschool (de John F. Kennedy school), een buurtcentrum ('t Förtsje) en een rooms-katholieke parochie (sinds 2022 zonder eigen kerkgebouw). De koninkrijkszaal van de Jehova's getuigen is omstreeks 2020 verhuisd naar Scharn.
De buurt heeft geen eigen sportaccommodatie. De nabije sporthal Belfort ligt in Brusselsepoort.
Belfort is per openbaar vervoer (Arriva-bus) goed bereikbaar.